# Bakketidsel
Bakketidsel (Carlina vulgaris) er en 10-50 centimeter høj plante i kurvblomst-familien. Bladene, der har lange torne, er lancetformede eller fligede. De 2-3 centimeter brede blomsterkurve med rødgule kroner sidder få sammen. Frugtens fnok er skinnende og gullig med fjerformede stråler.

## Udbredelse i Danmark
I Danmark findes Bakketidsel hist og her i Østjylland og på Øerne på vejkanter, overdrev og høje enge, mens den er sjælden i resten af landet. Den blomstrer i juli til september.